# Astragalus politovii
Astragalus politovii là một loài thực vật có hoa trong họ Đậu. Loài này được Krylov miêu tả khoa học đầu tiên.